# Øystein Djupedal
Øystein Djupedal (né le 5 mai 1960 à Oslo en Norvège), est un homme politique norvégien. Ministre de l'Éducation et de la Recherche du 17 octobre 2005, jusqu'au 18 octobre 2007. Aujourd'hui, il est le fylkesmann du Comté d'Aust-Agder.